# 15e division d'infanterie (Allemagne)
Pour les articles homonymes, voir 15e division d'infanterie.
La  15e division d'infanterie (allemand : 15. Infanterie-Division, abrégé en 15. ID) est une des divisions d'infanterie de l'armée de terre allemande durant la Seconde Guerre mondiale.
La division est créée en octobre 1935, elle participe en 1940 à la campagne de l'Ouest et à partir de 1941 à l'invasion de l'URSS. Elle est mise au repos en France en mai 1940, et est affectée notamment à de la défense côtière. Elle est renvoyée combattre en Ukraine en février 1943, elle est ainsi anéantie à la fin de l'été 1944 par l'offensive Jassy-Kishinev. Reconstituée en Roumanie, elle poursuit le combat sur le front de l'Est jusqu'à la fin de la guerre.

## Historique
L'origine de l'état-major de la division remonte à la création de l'Artillerieführer 5 le 1er octobre 1934 à Wurtzbourg dans le Wehrkreis VII, un nom de code destinant à masquer l'expansion de la Reichswehr. Le 15 octobre 1935 elle est finalement renommée 15. Infanterie-Division, désormais dans le Wehrkreis IX. Elle est déplacée à Francfort-sur-le-Main dans le Wehrkreis IX le 1er octobre 1936. La division est mobilisée le 25 août 1939 et se déploie dans la région de Bous – Völklingen – Sarrebruck et en avant de la division se déroule l'offensive de la Sarre ; la division est ensuite déplacée au sud de Trèves en octobre. En février 1940, une partie de la division sert à la constitution de la 299e division d'infanterie. La division, une des deux du 13e corps d'armée (16e armée) est impliquée dans le plan d'offensive à l'Ouest : elle doit passer la frontière luxembourgeoise à Wasserbillig, traverser le Luxembourg pour gagner Virton en Belgique.

## Commandement, état-major
| Début                      | Fin                        | Grade                  | Divisionskommandeure           |
| -------------------------- | -------------------------- | ---------------------- | ------------------------------ |
| Création                   | 31 mars 1936               | General der Artillerie | Fritz Brandt                   |
| 1er avril 1936             | 1er avril 1939             | Generalleutnant        | Emil Leeb                      |
| 1er avril 1939             | 6 octobre 1939             | Generalmajor           | Walter Behschnitt              |
| 6 octobre 1939             | 12 août 1940               | Generalleutnant        | Friedrich-Wilhelm von Chappuis |
| 12 août 1940               | 8 janvier 1942             | Generalleutnant        | Ernst-Eberhard Hell            |
| 8 janvier 1942             | 3 février 1942             | Oberst                 | Alfred Schreiber               |
| 3 février 1942             | 18 juin 1942               | Generalmajor           | Bronislaw Pawel                |
| 18 juin 1942               | 20 novembre 1943           | Generalleutnant        | Erich Buschenhagen             |
| 20 novembre 1943           | août 1944                  | Generalmajor           | Rudolf Sperl                   |
| 14 août 1944               | 5 septembre 1944 (disparu) | Oberst                 | Ottomar Babel                  |
| Destruction et reformation |                            |                        |                                |
| Non effectif               | Non effectif               | Generalmajor           | Siegfried von Rekowski         |
| 17 octobre 1944            | capitulation               | Generalmajor           | Hans Laengenfelder             |

| Début                      | Fin             | Grade               | 1. Generalstabsoffizier (Ia) |
| -------------------------- | --------------- | ------------------- | ---------------------------- |
| 15 octobre 1935            | 1er avril 1937  | Oberstleutnant i.G. | Anton Dostler                |
| 1er avril 1937             | mobilisation    | Oberstleutnant i.G. | Hellmuth Prieß               |
| Mobilisation               | février 1940    | Oberstleutnant i.G. | Hans Otfried von Linstow     |
| février 1940               | janvier 1941    | Major i.G.          | Wener Ranck                  |
| janvier 1941               | janvier 1942    | Oberstleutnant i.G. | Karl-Richard Koßmann         |
| janvier 1942               | mars 1944       | Oberstleutnant i.G. | Wilhelm Willemer             |
| mars 1944                  | août 1944       | Oberstleutnant i.G. | Harald Helms                 |
| Destruction et reformation |                 |                     |                              |
| 5 octobre 1944             | 15 octobre 1944 | Oberstleutnant i.G. | von Sobbe                    |
| 15 octobre 1944            | 1945            | Oberstleutnant i.G. | Ernst Borrmann               |

## Composition
Composition de l'Artillerieführer V à sa création le 1er octobre 1934 :
- Infanterie-Regiment LudwigsburgStab., I.-III., Ausb.)
- Infanterie-Regiment Heilbronn (Stab., I., II., Ausb.)
- Artillerie-Regiment Ludwigsburg (Stab., I., IV.)
- Pionier-Bataillon Ulm B

Composition de la 15. Infanterie-Division à sa redésignation le 15 octobre 1935 :
- Infanterie-Regiment 13 (Stab., I.-IV.)
- Infanterie-Regiment 34 (Stab., I.-III.)
- Infanterie-Regiment 55 (Stab., I.-III.)
- Artillerie-Regiment 15 (II.)
- Artillerie-Regiment 25 (Stab., I., III.)
- Artillerie-Regiment 51 (I., II.)
- Panzerabwehr-Abteilung 15
- Panzerabwehr-Abteilung 42
- Pionier-Bataillon 15
- Infanterie-Divisions-Nachrichten-Abteilung 25

6 octobre 1936
- Infanterie-Regiment 55 (Stab., I.-III.)
- Infanterie-Regiment 81 (II.)
- Infanterie-Regiment 88 (Stab., I., III.)
- Artillerie-Regiment 15 (Stab., I.-II.)
- Artillerie-Regiment 51 (I., II.)
- Panzerabwehr-Abteilung 15
- Pionier-Bataillon 15
- Infanterie-Divisions-Nachrichten-Abteilung 15

12 octobre 1937
- Infanterie-Regiment 81 (Stab., I.-II.)
- Infanterie-Regiment 88 (Stab., I.-III.)
- Infanterie-Regiment 106 (Stab., I., III.)
- Artillerie-Regiment 15 (I.-III.)
- Artillerie-Regiment 51 (Stab., I., II.)
- Beobachtungs-Abteilung 15
- Panzerabwehr-Abteilung 15
- Pionier-Bataillon 15
- Infanterie-Divisions-Nachrichten-Abteilung 15

10 novembre 1938
- Infanterie-Regiment 81 (Stab., I.-II., Erg.)
- Infanterie-Regiment 88 (Stab., I.-III., Erg.)
- Infanterie-Regiment 106 (Stab., I., III., Erg.)
- Artillerie-Regiment 15 (I.-III.)
- Artillerie-Regiment 51 (Stab., I., II.)
- Beobachtungs-Abteilung 15
- Panzerabwehr-Abteilung 15
- Pionier-Bataillon 15
- Infanterie-Divisions-Nachrichten-Abteilung 15

Septembre 1939
- Infanterie-Regiment 81 (Stab., I.-III.)
- Infanterie-Regiment 88 (Stab., I.-III.)
- Infanterie-Regiment 106 (Stab., I.-III.)
- Artillerie-Regiment 15 (I.-III.)
- Artillerie-Regiment 51 (Stab., I.)
- Beobachtungs-Abteilung 15
- Aufklärungs-Abteilung 15
- Panzerabwehr-Abteilung 15, renommée Panzerjäger-Abteilung 15 le 16 mars 1940[3]
- Pionier-Bataillon 15
- Infanterie-Divisions-Nachrichten-Abteilung 15
- Feldersatz-Bataillon 15
- Infanterie-Divisions-Nachschubführer 15

## Théâtres d'opérations
- 1941 - 1942 : opération Barbarossa
  - 22 octobre 1941 au 22 janvier 1942 : bataille de Moscou